# Charge constatée d'avance
Pour les articles homonymes, voir CCA.
Les charges constatées d'avance (CCA) sont des actifs qui correspondent à des achats de biens ou de services dont la fourniture ou la prestation interviendra ultérieurement (article 211.1 PCG).

## Enjeux des charges constatées d'avance
Le principe d'indépendance des exercices oblige à répartir exactement les charges entre exercices successifs. Lorsqu'une charge a été facturée sur un exercice, mais que la livraison (consommation) n'aura lieu que l'exercice suivant, il faut alors transférer la charge constatée d'avance de l'exercice antérieur vers l'exercice suivant. L'information de la charge existe sur le premier exercice mais est neutralisée par la charge constatée d'avance.
On oppose les charges constatées d'avance (la facture est reçue sur l'exercice antérieur, mais la charge doit porter sur l'exercice suivant) aux charges à payer, (la facture n'est pas parvenue lors de la clôture de l'exercice antérieur, mais la charge doit cependant porter sur cet exercice).

## Comptabilisation des charges constatées d'avance
Lorsqu'une charge a été facturée/comptabilisée par exemple en fin d'exercice, alors que la consommation de cette même charge est répartie entre deux exercices (par exemple, une facture d'assurance annuelle débutant en septembre pour une clôture au 31 décembre). À la clôture du 1er exercice, il faut donc « extraire » une partie de la facture d'assurance de l'exercice à clore (ici 8 mois d'assurance) sous la forme de " charge constatée d'avance " (CCDA) depuis l'exercice antérieur pour la reporter vers l'exercice postérieur.

### Selon le plan comptable français
Littéralement avec des assurances :
On procède donc comme suit :

On "sort" la partie non consommée du compte de charges concerné (exemple 616 Assurance) par une écriture de Crédit (C616).
Puis, on "remplit" le compte CCDA 486 du bilan du même montant par le côté débit (D486). Pour l'ouverture de l'exercice suivant, on réalisera une écriture dite d'extourne, en purgeant le compte CCDA (C486) pour imputer le compte de gestion/mouvement en D616 du nouvel exercice.

Autre exemple sous forme de tableaux : Facture d'achat (payée comptant par chèque) pour 1 000 € hors taxes (et 196 € de TVA) dont 300 € de la charge concerne l'exercice suivant.
Pendant l'exercice, en France, la facture a dû être correctement comptabilisée :
| Compte | Intitulé                  | Débit (€) | Crédit (€) |
| ------ | ------------------------- | --------- | ---------- |
| 6      | Achats                    | 1000      |            |
| 44566  | TVA sur biens et services | 196       |            |
| 512    | Banque                    |           | 1196       |

Il faut ensuite constater à la date de clôture d'exercice la charge constatée d'avance :
| Compte | Intitulé                    | Débit (€) | Crédit (€) |
| ------ | --------------------------- | --------- | ---------- |
| 486    | Charges constatées d'avance | 300       |            |
| 6      | Achats                      |           | 300        |

Ainsi, le compte 486 va apparaître au bilan et devra être extourné au premier jour de l'exercice suivant.
| Compte | Intitulé                    | Débit (€) | Crédit (€) |
| ------ | --------------------------- | --------- | ---------- |
| 6      | Achats                      | 300       |            |
| 486    | Charges constatées d'avance |           | 300        |

### Selon les normes internationales
Pas de différences notables en normes IFRS.